# Gift Muzadzi
Gift Muzadzi (Salisbury, atual Harare, 2 de outubro de 1972) é um ex-futebolista profissional zimbabuano que atuava como goleiro.

## Carreira
Gift Muzadzi representou o elenco da Seleção Zimbabuense de Futebol no Campeonato Africano das Nações de 2006.